# شياو شو
شياو شو (بالصينية: 笑蜀) هو كاتب صيني، ولد في 1962 في Yilong County ‏ في الصين.